# Michal Kolář
Michal Kolář, né le 21 décembre 1992, est un coureur cycliste slovaque, professionnel de 2014 à 2018. Né à Prague, en Tchécoslovaquie, il passe sa jeunesse au Canada avant de venir vivre en Slovaquie et pratiquer le cyclisme.

## Biographie

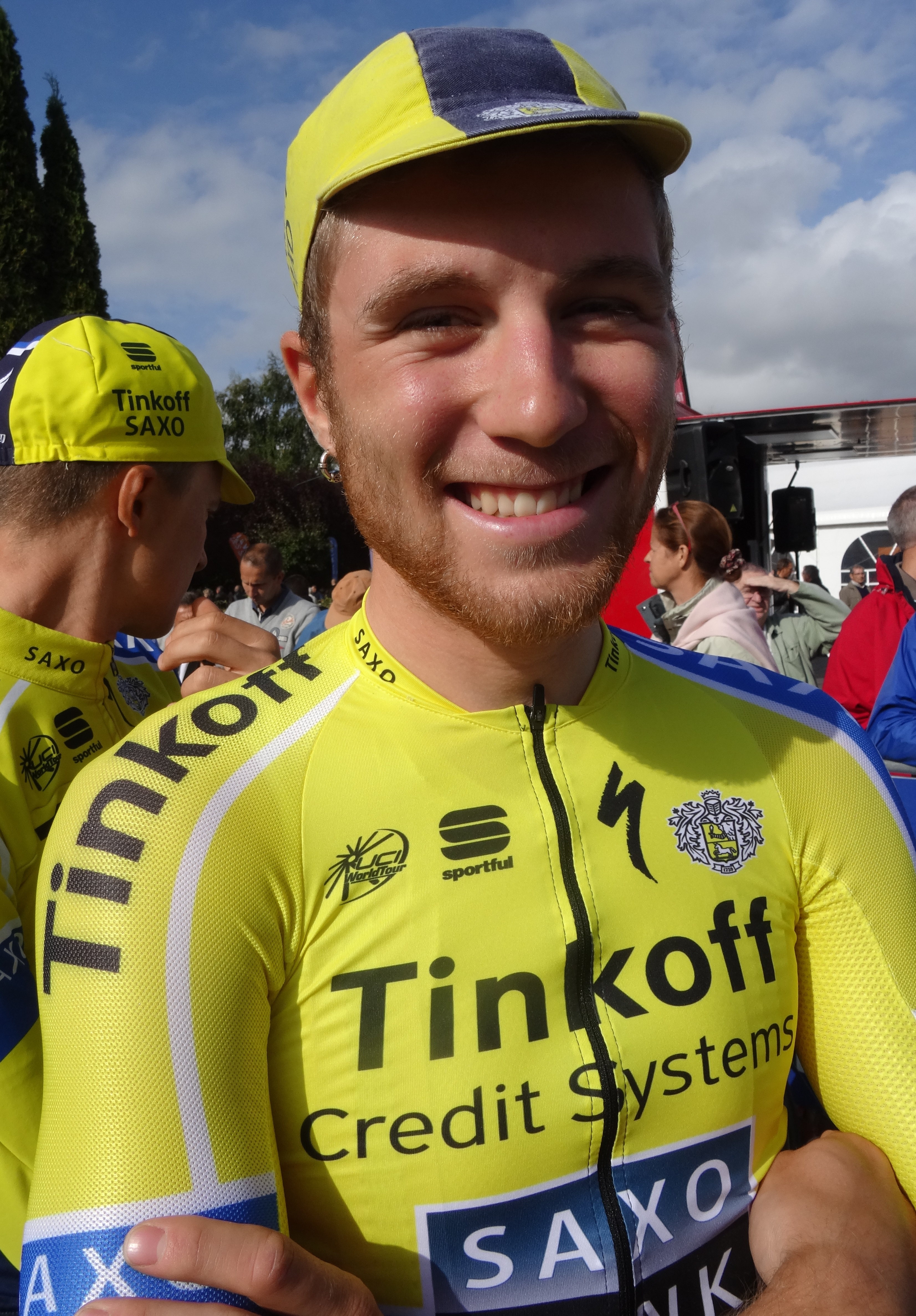
Michal Kolář lors du départ du Grand Prix d'Isbergues 2014.

En 2012, Michal Kolář intègre l'équipe continentale Dukla Trenčín Trek. En 2013, il obtient quatre victoires sur des courses de l'UCI Europe Tour : Košice-Miskolc, Banja Luka-Belgrade I, des étapes de la Carpathian Couriers Race et du Tour de Serbie.
Il devient professionnel en 2014 au sein de l'équipe World Tour Tinkoff-Saxo, qui l'engage pour deux ans.
Après un début d'année 2015 difficile, où il est victime d'une infection qui le force à abandonner la Tour de Californie dès la troisième étape, il se rend au Tour de Slovaquie qu'il dispute sous les couleurs de l'équipe nationale, aux côtés notamment de son équipier Juraj Sagan. Il s'impose lors de la dernière étape menant à Bratislava après que la veille, il se fut trompé de route alors qu'il était en tête à 300 mètres de l'arrivée. Le contrat le liant à Tinkoff-Saxo est prolongé en août.
En août 2016 il signe un contrat avec l'équipe Bora-Hansgrohe.
En juin 2018, il prend la troisième place du championnat de Slovaquie en ligne derrière ses coéquipiers Peter et Juraj Sagan. Considérant que son niveau n'est pas suffisant pour atteindre ses ambitions, il annonce dans la foulée prendre sa retraite de coureur à 25 ans, pour travailler dans les relations publiques de la formation Bora-Hansgrohe.

## Palmarès et classements mondiaux

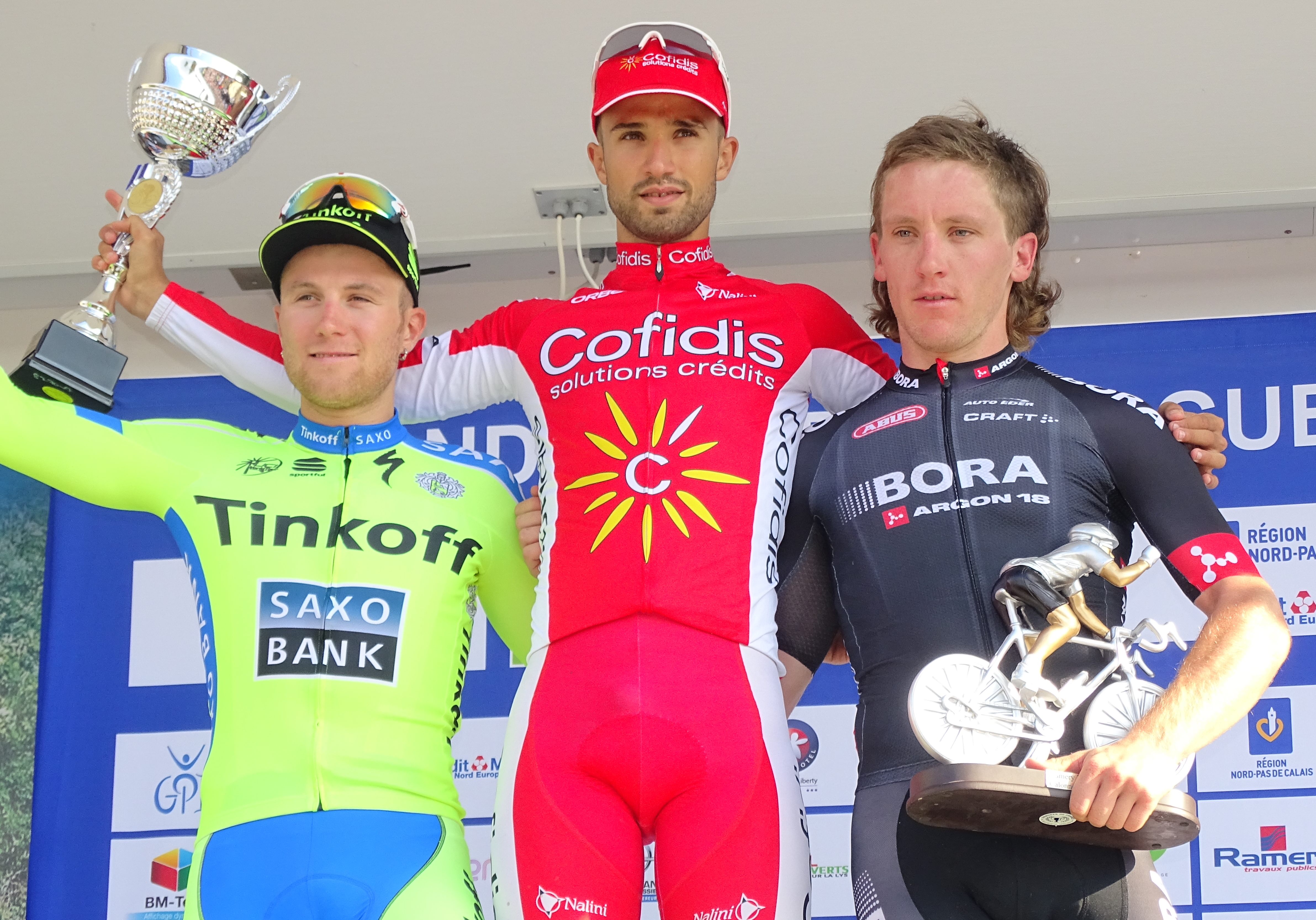
Podium de l'édition 2015 du Grand Prix d'Isbergues : Michal Kolář (2e), Nacer Bouhanni (1er) et Shane Archbold (3e).

### Palmarès sur route
- 2012[6],[7]
  - 2e du Challenges Phosphatiers Ben Guérir
  - 3e du championnat de Slovaquie du contre-la-montre espoirs
- 2013
  - Košice-Miskolc
  - Banja Luka-Belgrade I
  - 3e étape de la Carpathian Couriers Race
  - 3e étape du Tour de Serbie
  - 2e du championnat de Slovaquie sur route espoirs
- 2015
  - 5e étape du Tour de Slovaquie
  - 2e du Grand Prix d'Isbergues
- 2016
  - 5e étape du Tour de Croatie (contre-la-montre par équipes)
  - 3e du championnat de Slovaquie sur route
- 2017
  - 10e du championnat d'Europe sur route
- 2018
  - 3e du championnat de Slovaquie sur route

### Résultats sur les grands tours

#### Tour d'Espagne
1 participation
- 2017 : abandon (2e étape)

### Classements mondiaux
| Année           | 2011   | 2012 | 2013 | 2014 | 2015 |
| --------------- | ------ | ---- | ---- | ---- | ---- |
| UCI World Tour  |        |      |      | nc   | nc   |
| UCI Africa Tour |        | 45e  | 123e |      |      |
| UCI Europe Tour | 1 222e | 504e | 119e |      |      |